# (4651) Wongkwancheng
(4651) Wongkwancheng (1957 UK1) – planetoida z grupy pasa głównego asteroid okrążająca Słońce w ciągu 4,81 lat w średniej odległości 2,85 j.a. Odkryta 31 października 1957 roku.